# Eolia (mitologia)
Eolia è una località leggendaria della mitologia greca.
Nell'Odissea di Omero (libro X) e nell'Eneide di Virgilio (libro I), Eolia è l'isola in cui dimora Eolo, re dei venti, che custodisce i venti stessi in una caverna. Nel poema omerico Eolia è descritta un’isola galleggiante, con coste alte e rocciose, circondata da una muraglia di bronzo.
L'isola era situata nel Mediterraneo, vicino alla Sicilia. Questi elementi hanno portato alcuni autori ad ipotizzare che Eolia vada identificata con l'isola di Lipari, la maggiore delle Isole Eolie, o con la vicina isola di Stromboli.